# Bruchophagus huangchei
Bruchophagus huangchei är en stekelart som beskrevs av Yin-Xia Liao och Fan 1987. Bruchophagus huangchei ingår i släktet Bruchophagus och familjen kragglanssteklar. Inga underarter finns listade.